# Temnopteryx biglumis
Temnopteryx biglumis är en kackerlacksart som beskrevs av Karlis Princis 1963. Temnopteryx biglumis ingår i släktet Temnopteryx och familjen småkackerlackor. Inga underarter finns listade i Catalogue of Life.